# Elsa Bolin
Elsa Alfhild Bolin, född 20 september 1928 i Karl Gustavs församling, Norrbottens län, död 23 april 2009 i Högalids församling, Stockholms län, var en svensk socionom, författare och grundare av Riksorganisationen för kvinnojourer i Sverige (ROKS). Hon var mor till Tove Alsterdal.
Bolin, som var dotter till hemmansägare Carl H. Bucht och Henny Bucht, avlade socionomexamen i Lund 1951. Hon var socialarbetare 1952–1957, lärare på socialhögskolorna i Lund, Umeå och Örebro 1960–1967, biträdande socialdirektör i Järfälla kommun 1969–1972 och utbildare hos Svenska kommunförbundet 1968 och 1972–1983. Hon frilansade som föreläsare, utbildare och författare i kvinno- och jämställdhetsfrågor från 1984. Hon var projektledare på Socialstyrelsen för fortbildning inför förskolereformen 1975–1976, ordförande i Bröstcancerföreningen i Stockholm 1979–1980, ordförande i Kvinnohusföreningen i Järfälla 1981–1982 och styrelseledamot i Riksorganisationen för kvinnojourer i Sverige (ROKS) 1985–1987. Hon blev medicine hedersdoktor vid Umeå universitet 1995. Bolin är gravsatt i minneslunden på Katarina kyrkogård i Stockholm.